# Viniegra de Abajo
Viniegra de Abajo é um município da Espanha 
na província e comunidade autónoma de La Rioja, de área 65,68 km² com população de 113 habitantes (2007) e densidade populacional de 1,72 hab/km².

## Demografia
| Variação demográfica do município entre 1991 e 2004 | Variação demográfica do município entre 1991 e 2004 | Variação demográfica do município entre 1991 e 2004 | Variação demográfica do município entre 1991 e 2004 |
| --------------------------------------------------- | --------------------------------------------------- | --------------------------------------------------- | --------------------------------------------------- |
| 1991                                                | 1996                                                | 2001                                                | 2004                                                |
| 143                                                 | 131                                                 | 113                                                 | 113                                                 |